# Aria Olimpii

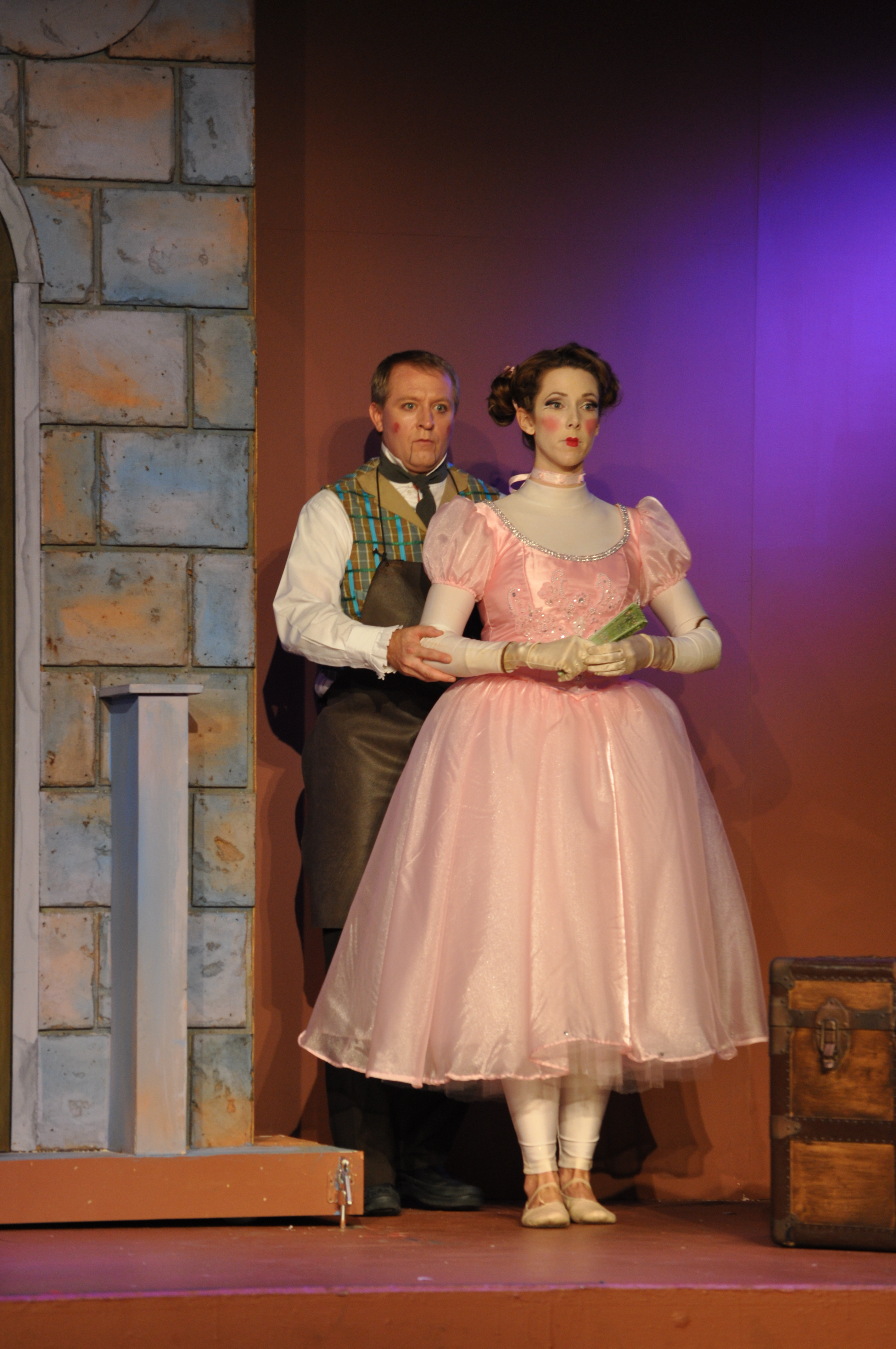
Lalka (w roli Olimpii Natalie Dessay)

Aria Olimpii – rozpoczynająca się słowami Les oiseaux dans la charmille i często również tak identyfikowana, ekstremalnie trudna wykonawczo, sopranowa aria, skomponowana przez Jacques’a Offenbacha. Potocznie nazywana bywa także arią lalki. Pochodzi z opery Opowieści Hoffmanna, do której libretto napisali Jules Barbier i Michel Carré.

## Umiejscowienie w operze
Opowieści Hoffmanna są dzielone zwykle na prolog, epilog i akty określane imionami obiektów miłości niemieckiego poety, z których akt I nosi nazwę aktu Olimpii. Poeta zakochuje się kilka razy, przy czym obiektem jego miłości staje się również mechaniczna lalka. Olimpia to wytwór profesora i wynalazcy Spalanzaniego, a udział w jej powstaniu oraz oszukaniu Hoffmanna ma także magik Coppelius.
Hoffmann, mając na oczach powodujące iluzję okulary, wierzy, że lalka jest człowiekiem, córką profesora i wynalazcy, dla niej też przejawia zainteresowanie fizyką. Podczas balu ma miejsce prezentacja Olimpii w towarzystwie, gdzie ta śpiewa swoją arię.

## Warstwa słowna
Naiwny tekst mówi o ptaszkach i słoneczku oraz echu szepczących młodej dziewczynie tylko o miłości. Refren powtarzany po każdej z dwóch zwrotek podkreśla, że taka właśnie pogodna jest piosenka Olimpii.

## Warstwa muzyczna
Offenbach, pisząc dla znanej z innych wymagających ról francuskiej śpiewaczki Adèle Isaac, wykonującej już z powodzeniem partie takie jak: Marie z Córki pułku Gaetana Donizettiego (La Fille du régiment), Isabelle z Roberta Diabła Giacoma Meyerbeera (Robert le diable) oraz Juliette (Julia) z Romea i Julii Charles’a Gounoda (Roméo et Juliette), uczynił z arii wręcz wirtuozerski tor przeszkód zawarty w niebotycznych, określanych nawet jako stratosferyczne koloraturach. Muzyka w rytmie walca idealnie charakteryzuje automatyczny mechanizm lalki. Delikatny akompaniament fletu i harfy ma przywodzić na myśl kuranty wykorzystywane w podobnych, współczesnych powstaniu tej opery mechanizmach. Olimpia w arii stopniowo przechodząc do coraz większych ozdobników, w drugiej jej zwrotce śpiewa już zupełnie ponad wyraz, wykorzystując praktycznie pełną gamę ozdobników ukazujących warsztat artystyczny śpiewaczki. Oba refreny są dla niej szczególnie wyczerpujące, toteż Spalanzani musi interweniować ponownie nakręcając lalkę.
Światowa prapremiera Opowieści Hoffmanna odbyła się po śmierci Offenbacha, 10 lutego 1881 w paryskiej Opéra-Comique. W roli Olimpii wystąpiła faktycznie Adèle Isaac.